# Kalirevier im Elsass

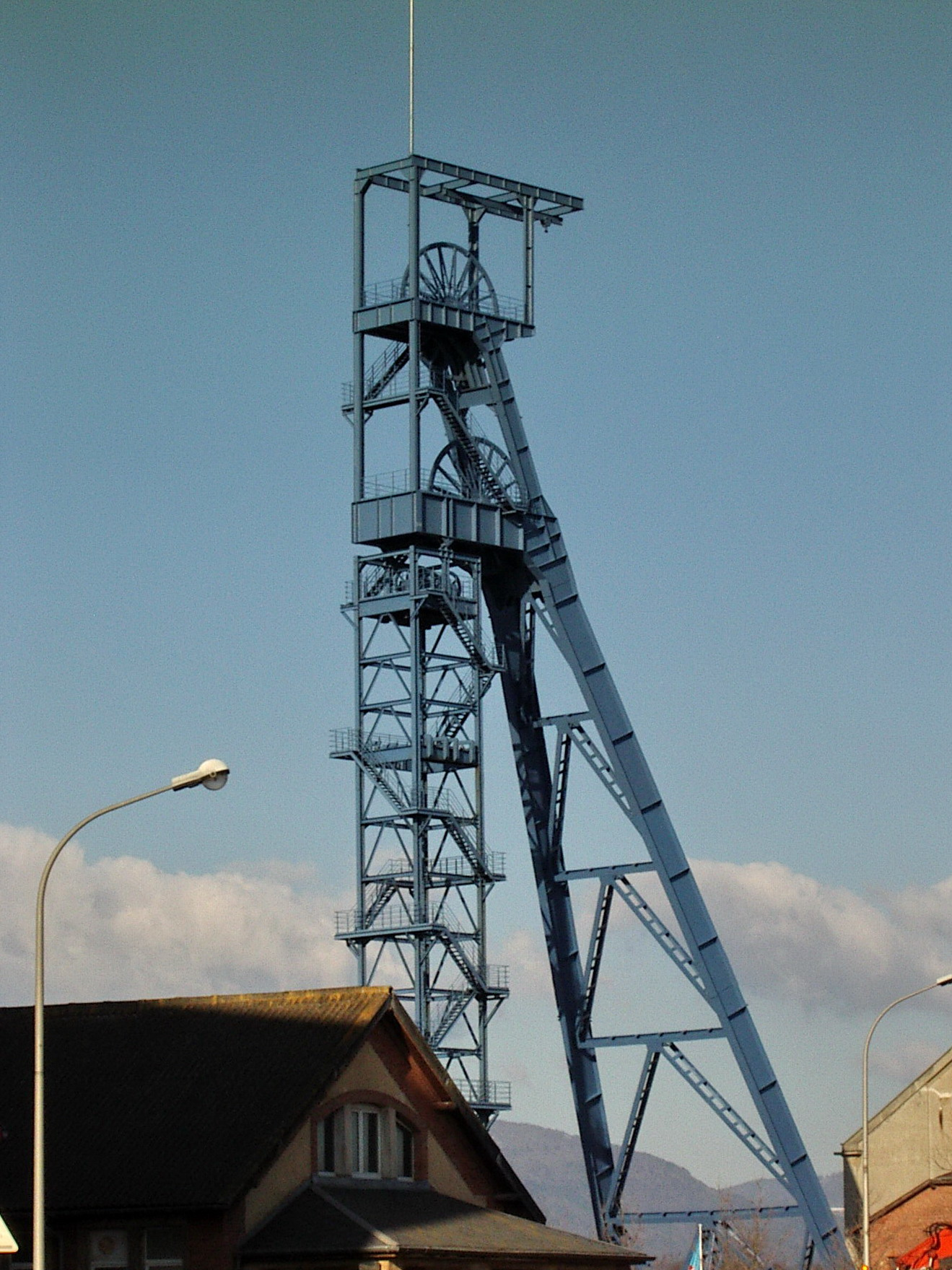
Fördergerüst Theodore 2, Wittenheim

Das Kalirevier im Elsass nahe Mülhausen entstand 1904, als erstmals Kali entdeckt wurde.

## Geschichte
Ausgelöst wurde die Suche im Wittelsheimer Becken durch die Amateurgeologin Amélie Zurcher, die einen Textilindustriellen aus Bollwiller überredete, Probebohrungen durchzuführen, da sie Öl wie in Pechelbronn vermutete. Ihr zu Ehren wurde der erste Schacht Amélie genannt. Tertiäre Bildungen am Rande von Gebirgen und auch im Oberrheingraben lassen Kiese, Gipse, Kalkstein und Erdöl (in geringen Mengen) vermuten. Auf einem Gebiet von 2.000 ha Land, in einer Tiefe von 460 bis 1.000 Metern konnte der Rohstoff Kali abgebaut werden. Ein ähnliches, aber wesentlich kleineres Vorkommen wurde östlich des Rheins zwischen Buggingen und Heitersheim abgebaut. Die Kalisalzvorkommen im südlichen Oberrheingraben entstanden im Tertiär und sind sehr viel jünger als die Kalisalzlagerstätten des Oberperms in Norddeutschland und südlich des Harzes. Sie werden hier aus Wechsellagerungen von Sylvin und Halit gebildet (Sylvinit), Magnesiumsalze fehlen (kein Carnallitit oder magnesiumsalzhaltige Hartsalze). Die Gewinnung von Kaliumchlorid aus Sylvinit war einfach, allerdings energieintensiv: heiße gesättigte wässrige Natriumchloridlösung löst aus dem gemahlenen Sylvinit Kaliumchlorid, aber kaum weiteres Natriumchlorid. Nach Trennung vom restlichen Rohsalz und Abkühlung kristallisiert Kaliumchlorid aus.
Nach 1917 wurden die Bergwerke durch die Firma Mines de potasse d'Alsace betrieben, deren Logo ein Storch vor dem Straßburger Münster war.
Die Förderung in den Salzbergwerken wurde Ende der 1990er-Jahre in den Elsässer Werken unrentabel, da in Kanada Kalisalz viel günstiger abgebaut werden konnte. Selbst mit dem Transport von Kanada ins Elsass war die Gewinnung des Salzes günstiger als der Abbau vor Ort.

### Belegschaft
Daten aus 
| Jahr     | 1912 | 1921 | 1930 | 1935 | 1968  | 1990  | 2000  |
| -------- | ---- | ---- | ---- | ---- | ----- | ----- | ----- |
| Arbeiter | 400  | 3650 | 2598 | 922  | 9.000 | 3.400 | 1.092 |

### Nach dem Ende des Kaliabbaus
Nachdem sich der Abbau von Kali nicht mehr lohnte, wurde und wird noch heute versucht, die Industriebrachen anderweitig zu nutzen. So entstand zum Beispiel auf der Industriebrache in Ungersheim direkt am ehemaligen Kalibergwerk Rodolphe das Freilichtmuseum Écomusée d’Alsace. In Wittelsheim entstand das Museum des Kalibergbaus Musée de la Mine et de la Potasse. Eine Besichtigung der ehemaligen Bergwerke Rodolphe und Joseph-Else ist gelegentlich möglich. Zahlreiche Bergarbeitersiedlungen zeugen von der einstmals großen Belegschaft. Die großen Halden sind landschaftsprägend.
Industriebrachen werden auch als Mülldeponien oder zur Ansiedlung neuer Unternehmen verwendet. In Wittelsheim wurde ein ehemaliges Bergwerk durch die Firma Stocamine in eine Untertagedeponie für gefährliche Stoffe umgewandelt. Bis 2020 wurden 42.000 Tonnen Gift einlagert.  Am 10. September 2002 brach ein Brand in 500 Metern Tiefe in einem Stollen der Deponie aus. Das Feuer konnte erst zweieinhalb Monate später gelöscht werden. Anfang 2022 wurde mit der endgültigen Versiegelung der Giftmülllager begonnen.